# Blakea ciliata
Blakea ciliata är en tvåhjärtbladig växtart som beskrevs av Markgr.. Blakea ciliata ingår i släktet Blakea och familjen Melastomataceae. Inga underarter finns listade i Catalogue of Life.